# 1086 (szám)
Az 1086 (római számmal: MLXXXVI) az 1085 és 1087 között található természetes szám.

## A szám a matematikában
A tízes számrendszerbeli 1086-os a kettes számrendszerben 10000111110, a nyolcas számrendszerben 2076, a tizenhatos számrendszerben 43E alakban írható fel.
Az 1086 páros szám, összetett szám, szfenikus szám. Kanonikus alakja 21 · 31 · 1811, normálalakban az 1,086 · 103 szorzattal írható fel. Nyolc osztója van a természetes számok halmazán, ezek növekvő sorrendben: 1, 2, 3, 6, 181, 362, 543 és 1086.
Smith-szám.
Az 1086 egyetlen szám valódiosztó-összegeként áll elő, ez az 1074.

## Csillagászat
- 1086 Nata kisbolygó